# Melhor assim
Melhor assim è un singolo del cantante brasiliano MC Biel con la partecipazione di Ludmilla, pubblicato il 1º aprile 2016.

## Vídeo musicale
L'8 aprile 2016 è stato reso disponibile il videoclip ufficiale della canzone.

## Tracce
Testi e musiche di Jonathan Couto, Luan e Sarah Souza.
1. Melhor assim – 3:41